# Århus Ishockey Klub
Århus Ishockey Klub var en ishockeyklub i Aarhus, som eksisterede fra 1991 til 2008, med hjemmebane i Aarhus Skøjtehal. Klubben blev stiftet, da ishockeyafdelingen i IK Skovbakken blev udskilt i en selvstændig forening. Klubbens bedste hold spillede i den næstbedste danske række og var i flere tilfælde med i oprykningsspillet til Eliteserien og Superisligaen uden dog nogensinde at opnå oprykning til den bedste danske række.
Klubben blev opløst i 2008. Senere samme år blev der oprettet en ny klub som erstatning for den lukkede: Ishockey Klubben Aarhus.

## Eliteambitioner
Selskabet Århus Eliteishockey blev stiftet i sæsonen 2004-05 med det formål at overtage førsteholdet i klubben i en elitesatsning, der skulle bringe holdet op i Superisligaen. Udenlandske spillere blev hentet ind til at forstærke holdet, men det viste sig imidlertid, at projektet ikke var bæredygtigt, selvom der satsningen blev støttet af de øvrige jyske klubber og Danmarks Ishockey Union. I holdets første sæson i 1. division blev holdet slået ud i grundspillet, og i den efterfølgende sæson blev holdet trukket ud af turneringen på et tidligt stadie på grund af organisatoriske problemer. Et nyt forsøg blev gjort i sæsonen 2006-07, men klubbens danske spillere var nu blevet splittet, og den ene halvdel dannede sit eget hold, Team Crocodiles Århus, så der denne sæson var to Århus-hold i 1. division. Det blev enden på elitesatsningen for Århus Eliteishockey, og Team Crocodiles Århus overtog alle holdets spillere, herunder de udenlandske spillere.
Samtidig med at satsningen i Århus Eliteishockey-regi ebbede ud, opstod Team Århus Ishockey. Det var et projekt, hvor fonden Proventura sammen med Århus IK og Team Crocodiles forsøgte at skabe en ny seriøs elitesatsning, der skulle munde ud i deltagelse i Superisligaen 2007-08 – et mål de dog ikke nåede trods ihærdige forsøg på at rejse de fornødne midler. I en happening klædte elitespillerne sig ud som tiggere og samlede penge ind i byens gader, men alt i alt blev der altså ikke indsamlet nok til en plads i den bedste liga. Sportsligt havde den nye konstruktion imidlertid succes, idet holdet nåede helt frem til finalen i 1. division i 2006-07, hvor det imidlertid tabte til Hvidovre IK i tre kampe. Den følgende sæson gjorde man et nyt forsøg, selvom holdet denne sæson ikke var godt nok til endnu en finaleplads. Sidst på sæsonen blev det dog offentliggjort, at Det Faglige Hus og Kristelig Fagbevægelse begge ville lægge et sponsorat i millionklassen til oprettelsen af en overbygning på Århus IK, således at man muligvis allerede fra sæsonen 2008-09 ville kunne stille hold i den bedste række. Det var imidlertid ikke nok til en ligasatsning, så endnu en gang kuldsejlede eliteplanerne for århusiansk ishockey.